# Cantón de Menton-Oeste
El cantón de Menton-Oeste era una división administrativa francesa que estaba situada en el departamento de Alpes Marítimos y la región de Provenza-Alpes-Costa Azul.

## Composición
El cantón estaba formado por tres comunas más una fracción de la comuna de Menton:
- Gorbio
- Menton (fracción)
- Roquebrune-Cap-Martin
- Sainte-Agnès

## Supresión del cantón de Menton-Oeste
En aplicación del Decreto n.º 2014-227 de 24 de febrero de 2014, el cantón de Menton-Oeste fue suprimido el 22 de marzo de 2015 y sus 4 comunas pasaron a formar parte del nuevo cantón de Menton.